# Charlot patine
Pour plus de détails, voir Fiche technique et Distribution.
Charlot patine (The Rink) est un film muet américain réalisé par Charlie Chaplin, sorti en 1916.

## Synopsis
Serveur dans un restaurant, Charlie va patiner pendant sa pause déjeuner.

## Fiche technique
- Titre original : The Rink
- Titre français : Charlot patine
- Réalisation : Charlie Chaplin
- Scénario : Charlie Chaplin, Vincent Bryan, Maverick Terrell
- Photographie : William C. Foster et Roland Totheroh
- Musique : Michael Mortilla
- Production : Henry P. Caulfield
- Société(s) de production : Mutual Film
- Société(s) de distribution : Mutual Film
- Pays d'origine :  États-Unis
- Langue originale : muet
- Genre : Comédie
- Durée : 24 minutes
- Dates de sortie :
  -  États-Unis : 4 décembre 1916

## Distribution
- Charlie Chaplin : le serveur (Charlot)
- Edna Purviance : la fille (Edna)
- James T. Kelley : le père d'Edna
- Eric Campbell : Mr. Stout
- Henry Bergman : Mrs. Stout
- Albert Austin : le cuisinier
- Leota Bryan : l'amie d'Edna
- Lloyd Bacon : le nettoyeur de sol
- Frank J. Coleman : le patron du restaurant
- Charlotte Mineau : l'amie d'Edna
- John Rand : l'autre serveur
- Fred Goodwins : l'homme à la longue veste